# Huset i Hickory Road
Huset i Hickory Road er skrevet af kriminalforfatteren Agatha Christie. Den blev udgivet i 1955 og 1959 i Danmark.

## Handling
Vi er på et pensionat for unge mennesker i England. Deres ejendele begynder at forsvinde. Genstande, der er underlige at stjæle: en sko, en pudderdåse, et armbånd, et stetoskop, pærer til lamper, en læbestift, en rygsæk, badesalt og en kogebog.
Celia Austin indrømmer, at hun har stjålet nogle af tingene for at tiltrække sig Colin McNabbs opmærksomhed. At lade som hun var kleptoman, siger hun, ville nemlig være en god måde at fange den unge psykologistuderendes opmærksomhed på.
Og det virker, fortæller de et par dage efter, da de er blevet forlovet. Men samme aften bliver Celia Austin fundet død i sin seng.
Ingen kan forstå det, og snart er mesterdetektiven igen på sporet af en iskold morder, der ikke tøver med at dræbe to andre.
Men hvem af de unge beboere er morderen?
Anmeldelse skrevet af N. Bozo fra Boggnasker.dk